# Gran Premi d'Espanya de Motocròs 250cc 1982
L'edició de 1982 del Gran Premi d'Espanya de Motocròs 250cc fou la 21a d'aquesta prova. Organitzat per la Penya Motorista 10 x Hora, el Gran Premi era la segona prova del Campionat del Món d'aquell any i tingué lloc el cap de setmana del 24 i 25 d'abril al Circuit del Vallès, en terrenys de l'antiga Mancomunitat Sabadell-Terrassa (actualment dins el terme municipal de Terrassa). Hi participaren 40 pilots de 17 països diferents (tres dels quals catalans) i hi assistiren nombrosos espectadors.

## Curses

### Primera mànega
| Posició | Pilot            | Motocicleta |
| ------- | ---------------- | ----------- |
| 1       | Rolf Dieffenbach | Honda       |
| 2       | Matti Tarkkonen  | Yamaha      |
| 3       | Jaroslav Falta   | ČZ          |
| 4       | Mike Guerra      | Husqvarna   |
| 5       | Georges Jobé     | Suzuki      |
| 6       | Hans Maisch      | Maico       |
| 7       | David Watson     | Yamaha      |
| 8       | Kees van der Ven | KTM         |
| 9       | Danny LaPorte    | Yamaha      |
| 10      | Vilem Toman      | Suzuki      |

### Segona mànega
| Posició | Pilot               | Motocicleta |
| ------- | ------------------- | ----------- |
| 1       | Mike Guerra         | Husqvarna   |
| 2       | Georges Jobé        | Suzuki      |
| 3       | Kees van der Ven    | KTM         |
| 4       | Heinz Kinigadner    | Yamaha      |
| 5       | Vilem Toman         | Suzuki      |
| 6       | David Watson        | Yamaha      |
| 7       | Jean-Claude Laquaye | SWM         |
| 8       | Magnus Nyberg       | Suzuki      |
| 9       | Soren Mortensen     | KTM         |
| 10      | Danny LaPorte       | Yamaha      |

## Classificació final
| Posició | Pilot            | Motocicleta | Punts |
| ------- | ---------------- | ----------- | ----- |
| 1       | Mike Guerra      | Husqvarna   | 5     |
| 2       | Georges Jobé     | Suzuki      | 7     |
| 3       | Kees van der Ven | KTM         | 11    |
| 4       | David Watson     | Yamaha      | 13    |

1. ↑  La quarta posició de Watson no ha pogut ser documentada, és una mera deducció en funció dels resultats comprovats. Hi ha la possibilitat que aquest lloc l'ocupés Matti Tarkkonen.